# Rally Firestone de 1969
El Rally Firestone de 1969, oficialmente 3.º Rally Firestone, fue la tercera edición y la séptima cita de la temporada 1969 del Campeonato de España de Rally. Se celebró del 31 de octubre al 2 de noviembre y contó con un itinerario de veinte tramos cronometrados que incluían varias subidas de montaña y ocho vueltas al circuito de Alcañiz que sumaban más de 1.500 km de recorrido. La salida de la prueba se hacía en Bilbao y el recorrido visitaba, entre otras, las localidades de San Sebastián, Jaca, Alcañiz, Huesca, Sabiñánigo y regresaba de nuevo por Jaca, Logroño, Mondragón y finalizaba de nuevo en Bilbao.
Un total de sesenta y nuevo equipos se inscribieron en la prueba entre los que destacaban: José María Palomo, Estanislao Reverter, Alberto Ruiz-Giménez, Marc Etchebers, Bernard Tramont, Julio Gargallo, Eladio Doncel o Lucas Sainz.

## Itinerario
| Día   | Tramo | Nombre                           | Distancia | Hora  |
| ----- | ----- | -------------------------------- | --------- | ----- |
| Día 1 | TC1   | Oleta - Pazakola                 | 7,5 km    | 21:34 |
| Día 1 | TC2   | Subida a Goyaz                   | 9,8 km    | 22:30 |
| Día 1 | TC3   | Subida a Jaizquibel              | 9,5 km    | 23:40 |
| Día 2 | TC4   | Arichulegui                      | 13 km     | 00:20 |
| Día 2 | TC5   | Subida a Erro                    | 8 km      | 02:13 |
| Día 2 | TC6   | Subida a Lazar                   | 10,1 km   | 03:25 |
| Día 2 | TC7   | Ansó - Biniés                    | 14,2 km   | 04:20 |
| Día 2 | TC8   | Subida a Cotefablo               | 12 km     | 05:58 |
| Día 2 | TC9   | Subida a El Pino                 | 15 km     | 07:41 |
| Día 2 | TC10  | Alcolea - Chalamera              | 6,3 km    | 09:25 |
| Día 2 | TC11  | Circuito de Alcañiz              | 31,2 km   | 15:00 |
| Día 2 | TC12  | Leciñena - Alcubierre            | 7,9 km    | 23:33 |
| Día 3 | TC13  | Subida a Monrepos                | 15 km     | 01:12 |
| Día 3 | TC14  | Subida a Coronas                 | 14 km     | 03:34 |
| Día 3 | TC15  | Subida a Echauri                 | 8,1 km    | 05:24 |
| Día 3 | TC16  | Subida a Urbasa                  | 21,1 km   | 06:47 |
| Día 3 | TC17  | Subida a Herrera                 | 7,5 km    | 08:56 |
| Día 3 | TC18  | Subida a la Cruceta              | 9,6 km    | 10:00 |
| Día 3 | TC19  | Subida de la Pilastra a Urruchua | 11,3 km   | 10:53 |
| Día 3 | TC20  | Subida al Vivero                 | 11,8 km   | 11:30 |

## Clasificación final
| Pos. | Piloto                       | Copiloto              | Automóvil                | Puntos |
| ---- | ---------------------------- | --------------------- | ------------------------ | ------ |
| 1.   | Marc Etchebers               | Enrique de Sauto      | Porsche 911 S            | 8.588  |
| 2.   | José María Palomo            | José Adell            | Porsche 911 R            | 8.853  |
| 3.   | Eladio Doncel                | "Rene"                | Alfa Romeo Giulia GTA    | 9.194  |
| 4.   | Francisco Fernández «Pancho» | Gabriel Sallaverri    | Ford 20M RS              | 9.207  |
| 5.   | José Pavón                   | Leopoldo Marquina     | Alpine-Renault A110 1300 | 9.360  |
| 6.   | Ignacio Sunsundegui          | Jesús Sáez de Buruaga | Alpine-Renault A110 1300 | 9.593  |
| 7.   | Eric Jackson                 | Kenneth Deacon        | Ford Escort Twin Cam     | 9.616  |
| 8.   | Chris Lovell                 | A. Price              | Ford Cortina GT          | 9.868  |
| 9.   | Rudy Zonno                   | Joaquín Vázquez       | Porsche 911 S            | 9.868  |
| 10.  | Jesús Ripalda                | José Erdocia-Landa    | Alpine-Renault A110 1300 | 9.939  |